# Valentin Inzko
 (novembre 2018).
Si vous disposez d'ouvrages ou d'articles de référence ou si vous connaissez des sites web de qualité traitant du thème abordé ici, merci de compléter l'article en donnant les références utiles à sa vérifiabilité et en les liant à la section « Notes et références ».
Valentin Inzko, né le 22 mai 1949 à Klagenfurt, est un diplomate autrichien, occupant entre le 26 mars 2009 et le 31 juillet 2021 le poste de haut représentant pour la Bosnie-Herzégovine. Il est par la même occasion représentant spécial pour l'Union européenne.

## Biographie

### Jeunesse et études
Inzko est né dans une famille de langue maternelle slovène, à Klagenfurt, en Carinthie, un Land d'Autriche limitrophe de la Slovénie. Son père, Valentin Inzko Sr., était un militant politique et culturel renommé de la minorité slovène autrichienne. Valentin Jr. a étudié dans une école bilingue allemand-slovène à Suetschach, dans la municipalité de Feistritz im Rosental. Après avoir été à la Haute école de langue slovène, à Klagenfurt, en 1967, il s'inscrit à l'Université de Graz, où il a étudié le droit, le russe et le serbocroate. Entre 1972 et 1974, il fréquente l'Académie diplomatique de Vienne.

### Carrière politique
En 1974, il entra au service diplomatique autrichien. Entre 1982 et 1986, il a travaillé comme attaché de presse à l'ambassade d'Autriche à Belgrade, puis à la mission autrichienne auprès de l'Organisation des Nations unies. Entre 1990 et 1996, il a travaillé comme attaché culturel à l'ambassade d'Autriche à la République tchèque et, entre 1996 et 1999, il s'est déplacé en Bosnie-Herzégovine, comme ambassadeur de l'Autriche. Entre octobre et décembre 1992, il a été membre de l'OSCE à la mission de la région Sandžak, en Serbie. En 2005, il a été nommé ambassadeur d'Autriche en Slovénie.

#### Haut représentant international en Bosnie-Herzégovine
En mars 2009, il est devenu le septième haut représentant international en Bosnie-Herzégovine, en remplacement du diplomate slovaque Miroslav Lajčák. Inzko est ainsi devenu le deuxième Slovène carinthien à occuper ce poste, après Wolfgang Petritsch, qui a servi à ce poste entre 1999 et 2002. En juin 2010, il a été élu à la présidence du Conseil national des Slovènes de Carinthie.
Hormis le slovène et l'allemand, Inzko parle couramment le serbo-croate, le russe, ainsi que le tchèque. Il a par ailleurs traduit plusieurs œuvres de Václav Havel en Slovène.